# إلسي رايس
إلسي رايس (25 نوفمبر 1869 - 27 أبريل 1959) هي فنانة نباتية عاشت في جنوب إفريقيا مدافعة عن حق المرأة في التصويت، ولدت في مدينة إلتون ديربيشاير في بريطانيا، وتوفيت في مدينة كيب تاون.

## حياتها
والدا إلسي هما ماري جراي والقس جون فيديل جاريت، تم تعميدها في إلتون في 16 يناير 1870. توفي والداها وهي في سن مبكرة وترعرعت مع أخواتها على يد اثنين من أبناء عمومتهم، الأختان ميليسنت فوسيت وأجنيس غاريت. كانت إلسي رائدة في الحركة البريطانية المطالبة بحق المرأة في التصويت، وكانت متزوجة من السيرهنري فوسيت الذي كان في وقت ما مديرًا عامًا لمكتب البريد، والذي أصيب بالعمى في حادث صيد. وكانت أيضًا مناصرة لحقوق المرأة، ومصممة ديكورات داخلية ومؤسس شركة Ladies Dwellings Company.
درست إلسي جاريت في مدرسة سليد للفنون في فلورنسا.

## الحياة المهنية
قامت إلسي جاريت بالتدريس في مدرسة بيداليس، التي أسسها صهرها جون بادلي. والتقت هناك بزوجها المستقبلي، تشارلز إيمانويل رايس مدير مدرسة الملك ألفريد. وفي عام 1901 كانت تعيش مع زوجها وابنها وابنتها في هامبستيد وبحلول عام 1911 كانت إلسي معلمة فنون تبلغ من العمر 41 عامًا وتعيش في ستيب هامبشاير مع زوجها البالغ من العمر 45 عامًا وطفليها غابرييل إدموند 11 عامًا، وأجنيس روزماري 10 أعوام، وكلاهما ولدا في هامبستيد. ومُنح تشارلز رايس منصب طبيب في عام 1918. بعدها انفصلت إلسي عن زوجها وانتقلت إلى جنوب إفريقيا في عام 1933، وعاشت في البداية في رونديبوش ثم انتقلت لاحقًا إلى كامبس باي مع ابنتها روزماري وصهرها الدكتور تشارلز بارنارد هوثورن، الذي تزوج في كوفنتري عام 1923. وتبع إلسي إلى كيب تاون في عام 1934. ويشار أن حفيد إلسي هو الممثل نايجل هوثورن.

## الفن
بدأت في رسم الزهور البرية ثم رسمت لاحقًا كتاب "الزهور البرية لرأس الرجاء الصالح" لروبرت هارولد كومبتون والذي نُشرعام 1951. كما قامت برسم كتاب هاري هول "العصارة المشتركة"، لندن عام 1955 